# Colegio Jesuita Loyola de Abuya
El Colegio Jesuita Loyola (en inglés: Loyola Jesuit College) es una  escuela católica privada secundaria en Nigeria operada por la Compañía de Jesús una orden religiosa católica. La escuela fue inaugurada el 2 de octubre de 1996, y lleva el nombre del fundador de la Sociedad, San Ignacio de Loyola. El colegio se encuentra en Gidan Mangoro en las afueras de Abuya, capital de Nigeria. La escuela altamente selectiva ha logrado los mejores resultados del Consejo de Examen de África Occidental (WAEC) en los últimos siete años, y por lo tanto es considerada como una de las mejores en África occidental. Se encuentra específicamente ubicada en Gidan Mangoro, en Karu, Abuya. 